# Wypadek kolejowy pod Haft Chan
Wypadek kolejowy pod Haft Chan – zderzenie pociągów, do którego doszło 25 listopada 2016 w Iranie.

## Historia
Prawdopodobnie z powodu technicznej usterki spowodowanej niską temperaturą maszynista zatrzymał pociąg. Później nadjeżdżający tym samym torem drugi pociąg nie dostał na czas informacji o wystąpieniu problemów pierwszego pociągu. W następstwie nastąpiło wykolejenie czterech wagonów z jednego pociągu, a w dwóch kolejnych wagonach z drugiego pociągu doszło do wybuchu pożaru.
W wypadku zginęło co najmniej 36 osób, niemal 100 osób odniosło obrażenia.